# Lalor Park, New South Wales
Lalor Park este o suburbie în Sydney, Australia.